# Richard Paul Evans
Pour les articles homonymes, voir Richard Evans.
Œuvres principales
- Série Le Cercle des 17
- Série Le Coffret de Noël

Richard Paul Evans, né le 11 octobre 1962 à Salt Lake City dans l'Utah, est un écrivain américain. Il est surtout connu pour avoir écrit les séries Le Coffret de Noël et Le Cercle des 17.

## Biographie
Richard Paul Evans est diplômé de la Cottonwood High School de Murray City dans l'Utah. Il a obtenu un BA de l'université de l'Utah en 1984.
Tout en travaillant comme directeur de la publicité, il écrivait une histoire de Noël pour ses enfants. Incapable de trouver un éditeur ou un agent, il auto-publie l'ouvrage en 1993 sous la forme d'une nouvelle de poche intitulée The Christmas Box . Il distribue le roman aux librairies de sa communauté et le livre devient un best-seller local, ce qui incite Evans à publier le livre dans cette région.
L'année suivante, The Christmas Box atteint la seconde place de la liste des best-sellers du New York Times, incitant à une vente aux enchères des droits d'édition parmi les plus grandes maisons d'édition du monde. Richard Paul Evans signe alors un contrat d'édition avec Simon & Schuster, qui lui verse 4,2 millions de dollars en avance.
Sorti en couverture rigide en 1995, The Christmas Box est devenu le premier livre à atteindre simultanément la première place sur la liste des best -sellers du New York Times pour les éditions de poche et à couverture rigide. Cette même année, le livre est transformé en un téléfilm du même titre, mettant en vedette Richard Thomas et Maureen O'Hara .
Richard Paul Evans a ensuite écrit 36 livres à succès au niveau national dont certains pour enfants, avec des thèmes chrétiens conservateurs et faisant appel aux valeurs familiales. Son livre de 1996 Timepiece a été adapté en un téléfilm mettant en vedette Naomi Watts, James Earl Jones et Ellen Burstyn, tout comme The Locket (1998), qui mettait en vedette Vanessa Redgrave, A Perfect Day (2006), qui mettait en vedette Rob Lowe et Christopher Lloyd, The Mistletoe Promise (2016), qui mettait en vedette Jaime King et Luke Macfarlane et The Mistletoe Inn (2017), mettant en vedette Alicia Witt et David Alpay .
Au printemps 1997, Richard Paul Evans fonde Christmas Box House International, une organisation consacrée à la construction d'abris et à la prestation de services aux enfants maltraités et négligés. En 2017, plus de 35 000 enfants ont bénéficié des installations de Christmas Box House.
Il a également fondé le groupe « Tribe of Kyngs » pour combattre les sentiments d'isolement chez les hommes et la croyance que « la masculinité n'est plus valorisée ». L'initiation au groupe comprend une cérémonie de couronnement.
Aujourd'hui, Richard Paul Evans, membre de l'Église de Jésus-Christ des saints des derniers jours, vit à Salt Lake City, dans l'Utah, avec sa femme Keri, cinq enfants et un petit-fils.

### Allégations de harcèlement sexuel
En 2018, des allégations ont été formulées contre Richard Paul Evans selon lesquelles il aurait harcelé sexuellement des femmes lors de la Convention FanX basée dans l'Utah,.
Dans une interview sur KUTV-Channel 2 à Salt Lake City, Richard Paul Evans critique certains membres du mouvement MeToo, déclarant : « Ces tendances ont tendance à aller trop loin dans l'autre sens où des hommes innocents sont pris, et nous sommes dans une culture où c'est une guerre contre les hommes ». Il a déclaré au journaliste Chris Jones qu'« il y a une guerre contre les hommes » et que les hommes sont attaqués, opprimés par une culture en mutation, victimes d'un agenda féministe extrémiste, ajoutant : « Il y a des livres écrits qui disent, encore une fois, que les hommes devraient être retirés, qu'ils ne devraient pas représenter plus de 10 pour cent de la population. Eh bien, cela fait que les hommes se sentent comme des Juifs dans l'Allemagne nazie »,,.

## Œuvres

### SérieLe Coffret de Noël
1. Le Coffret de Noël, Flammarion, 1995 ((en) The Christmas Box, 1995), trad. Françoise Adelstain, 122 p.  (ISBN 2-08-067186-3)Réédition, Librio, 1998, 89 p. (ISBN 2-277-30251-1)
2. (en) Timepiece, 1996
3. (en) The Letter, 1996

### SérieThe Locket
1. Le Médaillon, L'Archipel, 2000 ((en) The Locket, 1998), trad. Nora Camelo, 295 p.  (ISBN 2-84187-225-4)
2. (en) The Looking Glass, 1999
3. (en) The Carousel, 2001

### SérieThe Walk
1. (en) The Walk, 2009
2. (en) Miles to Go, 2011
3. (en) The Road To Grace, 2012
4. (en) A Step of Faith, 2013
5. (en) Walking on Water, 2014

### SérieThe Broken Road
1. Une route, Actes Sud, 2022 ((en) The Broken Road, 2017), trad. Pierre Simon, 592 p.  (ISBN 978-2-330-16628-1)
2. (en) The Forgotten Road, 2018
3. (en) The Road Home, 2019

### SérieLe Cercle des 17
1. Le Cercle des 17, Pocket Jeunesse, 2014 ((en) The Prisoner of Cell 25, 2011), trad. Christophe Rosson, 442 p.  (ISBN 978-2-266-22701-8)Réédition, Pocket Jeunesse no J2990, 2017, 428 p. (ISBN 978-2-266-27729-7)
2. Dans les griffes de l'ennemi, Pocket Jeunesse, 2015 ((en) Rise of the Elgen, 2012), trad. Christophe Rosson, 478 p.  (ISBN 978-2-266-22875-6)Réédition, Pocket Jeunesse no J3078, 2018, 472 p. (ISBN 978-2-266-28267-3)
3. Bataille navale, Pocket Jeunesse, 2015 ((en) Battle of the Ampere, 2013), trad. Christophe Rosson, 443 p.  (ISBN 978-2-266-22876-3)Réédition, Pocket Jeunesse no J3263, 2019, 441 p. (ISBN 978-2-266-29670-0)
4. À la recherche de Jade Dragon, Pocket Jeunesse, 2016 ((en) Hunt for Jade Dragon, 2014), trad. Christophe Rosson, 472 p.  (ISBN 978-2-266-22877-0)Réédition, Pocket Jeunesse no J3295, 2020, 456 p. (ISBN 978-2-266-30470-2)
5. Tornade de feu, Pocket Jeunesse, 2016 ((en) Storm of Lightning, 2015), trad. Christophe Rosson, 389 p.  (ISBN 978-2-266-22878-7)Réédition, Pocket Jeunesse no J3401, 2021, 368 p. (ISBN 978-2-266-31443-5)
6. La Chute d'Hadès, Pocket Jeunesse, 2017 ((en) Fall of Hades, 2016), trad. Christophe Rosson, 461 p.  (ISBN 978-2-266-22879-4)Réédition, Pocket Jeunesse no J3509, 2022, 448 p. (ISBN 978-2-266-32362-8)
7. L'Ultime Étincelle, Pocket Jeunesse, 2017 ((en) The Final Spark, 2017), trad. Christophe Rosson, 459 p.  (ISBN 978-2-266-22880-0)Réédition, Pocket Jeunesse no J3556, 2023, 448 p. (ISBN 978-2-266-32524-0)
8. Le Parasite, Pocket Jeunesse, 2024 ((en) The Parasite, 2022), trad. Christophe Rosson, 512 p.  (ISBN 978-2-266-33912-4)
9. (en) The Traitor, 2023
10. (en) The Colony, 2024

### Romans indépendants
- (en) Christmas Every Day, 1996Adaptation de la nouvelle de William Dean Howells
- (en) The First Gift of Christmas, 1996
- (en) The Last Promise, 2002
- (en) A Perfect Day, 2003
- (en) The Sunflower, 2005
- (en) Finding Noel, 2006
- (en) The Gift, 2007
- (en) Grace, 2008
- (en) The Christmas List, 2009
- (en) Promise Me, 2010
- (en) Lost December, 2011
- (en) A Winter Dream, 2012
- (en) The Mistletoe Promise, 2014
- (en) The Mistletoe Inn, 2015
- (en) The Mistletoe Secret, 2016
- (en) The Noel Diary, 2017
- (en) The Noel Stranger, 2018
- (en) Noel Street, 2019
- (en) The Noel Letters, 2020

### Livres pour enfants
- (en) The Christmas Candle, 1998
- (en) The Dance, 1999
- (en) The Spyglass: A Book About Faith, 2000
- (en) The Tower, 2001
- (en) The Light of Christmas, 2002

### Non-fiction
- (en) The Christmas Box Miracle: My Spiritual Journey of Destiny, Healing, and Hope, 2001
- (en) The Five Lessons a Millionaire Taught Me: About Life and Wealth, 2004
- (en) The Five Lessons a Millionaire Taught Me for Women, 2009
- (en) The Four Doors, 2014